# Algijski jezici
Algijski jezici (algonquian-ritwan, algic), naziv za porodicu ili porodice indijanskih jezika koja obuhvaća jezika Indijanaca Algonquian i Ritwan ili Wiyot-Yurok. Porodica algonquian obuhvaća 42 jezika i tri glavnwe skupine, centralnu, istočnu i prerijsku. 
Jezik wiyot pripada porodici wishoskan a zajedno s jezikom yurok, koji pripada porodici weitspekan čini širu porodicu ritwan.

## Vanjske poveznice
- Ethnologue (14th)
- Ethnologue (15th)
- Algonquian Language Family
- Tree for Algic  Arhivirana inačica izvorne stranice od 17. rujna 2008. (Wayback Machine)